# Войводиново
 Тази статия е за селото в Област Пловдив.  За близкозвучащото по име село в Област Варна вижте Войводино.  
Войводиново е село в Южна България. То се намира в община Марица, област Пловдив.

## География
Село Войводивоно се намира в Горнотракийската низина на 2 км северно от град Пловдив на надморска височина 100 – 199 м. Площта на селото е 1305,7 ха.

## История
Село Войводиново е създадено преди 350 години. Първоначално е съществувало в местността „Дим пара“, намираща се на около километър на юг от сегашното разположение на селото, и е изградено върху основите на старо римско селище. В района могат да бъдат намерени артефакти от римско време. През този район е минавал стар римски път, използван по-късно от Османската империя. По него е превозвана султанската хазна от Пловдив за Истанбул, многократно нападана от местни жители, предвождани от войводи. Многократните нападения на войводите дават името на селото и пак заради тях жителите на селището са прогонени от земите и принудени да се заселят на северозапад по бреговете на река Пясъчник. Постоянните наводнения, причинявани от реката, ги принуждават преди около 350 години отново да се преместят и заселят в земите, в които е разположено селото днес.

## Население
Численост на населението според преброяванията през годините:
| \| Година на преброяване \| Численост \| \| --------------------- \| --------- \| \| 1934 \| 753 \| \| 1946 \| 782 \| \| 1956 \| 1041 \| \| 1965 \| 1507 \| \| 1975 \| 1793 \| \| 1985 \| 1953 \| \| 1992 \| 1960 \| \| 2001 \| 1984 \| \| 2011 \| 2227 \| \| 2021 \| 2070 \| |           |
| Година на преброяване | Численост |
| 1934 | 753       |
| 1946 | 782       |
| 1956 | 1041      |
| 1965 | 1507      |
| 1975 | 1793      |
| 1985 | 1953      |
| 1992 | 1960      |
| 2001 | 1984      |
| 2011 | 2227      |
| 2021 | 2070      |

### Етнически състав
Преброяване на населението през 2011 г.
Численост и дял на етническите групи според преброяването на населението през 2011 г.:
|                     | Численост | Дял (в %) |
| Общо                | 2227      | 100.00    |
| Българи             | 1856      | 83.34     |
| Турци               | 25        | 1.12      |
| Цигани              | 16        | 0.71      |
| Други               | 8         | 0.35      |
| Не се самоопределят | 4         | 0.17      |
| Неотговорили        | 318       | 14.27     |

## Обществени институции
Първата църква на село Войводиново – „Свети Спас“ – се е намирала на мястото на сегашното читалище. Новата църква на настоящето си мястото е построена през 1932 г. и е с непроменено име.
Първото училище във Войводиново – „Св. св. Кирил и Методий“ – е построено през 1879 г. То се е помещавало в една сграда с три стаи, разположена до съвременното училище. Сградата, в която се помещава днес, е построена през 1938 г., а последното разширение е направено през 1993 г. Основно училище „Св. св. Кирил и Методий“ е средищно училище и в него се учат около 150 деца от Войводиново и Желязно. През 2009 г. се празнуват 130 години от създаването му.
Читалището в село Войводиново – „Виделина“ – е основано 1928 г. Настоящата сграда на читалището, което първоначално се е помещавало в частна кръчма, после в сградата на училището, е построена през 1932 г. с доброволен труд на жителите на селото. Читалищните дейци наброяват повече от 120 души. Техните колективи участват успешно в републикански и международни фолклорни фестивали. Читалището е наградено с орден „Кирил и Методий“ ІІ степен във връзка с 50-годишнината му. Към многото награди самодейците от Войводиново прибавят и златен лауреатски медал от международния фолклорен фестивал през 2006 г. в град Неделино. До читалището е построен паметник-чешма на войниците от селото, загинали в Балканската, Междусъюзническата, Първата и Втората световни войни.

## Културни и природни забележителности
В землището на селото има седем тракийски могили. Преди около 45 години две от тях са разкопани от археолози и вътре са открити каменни саркофази и колесница от древни тракийски велможи.
В северозападната част – на границата на регулацията на селото, се намира лековито изворче, наречено от местните „Кайнака“, чиято вода не е изследвана, но се счита, че лекува открити рани, проблеми със зрението, стомашно-чревни заболявания. Благодарение на дарения от жители и местни фирми до изворчето е построен православен параклис.
В село Войводиново е построен паметник на Христо Ботев.

## Други
Наличието на минерални извори с популярната трапезна вода на „Минерал аква“, която се изнася из почти цяла Европа и Арабския свят. Модерен спортен комплекс за състезания от световна величина по конен спорт с модерни конюшни и стадион за конни състезания. През 2004 година се проведе Балканиада по конен спорт с участието на седем балкански страни. Отстояние от магистрала Тракия е само един километър. Инвестициите в с. Войводиново са за над 120 милиона лева, като най-крупната е от порядъка на 45 милиона лева на фирма ЕСБИЕН с президент г-н Стоян Беширов за строителството на най-големия на Балканския полуостров завод за електроника, а именно производството на компютри и ДВД техника.
На територията на село Войводиново се намира най-големият на Балканския полуостров стадион по конен спорт с конюшни за 160 коня и стадион-хиподрум с 5000 седящи места. На същия ежегодно се провеждат многобройни състезания от регионален и национален характер, кръг от Балканската купа по конен спорт и кръг от световната купа по конен спорт.

## Транспорт
Много междуградски автобуси за Пловдив минават и спират в селото. Също така половината курсове на автобус №15 отиват до Войводиново.

## Галерия
- Църквата в село Войводиново
- Сградата на кметството на село Войводиново
- Улица в село Войводиново
- Сградата на читалище „Виделина“ в центъра на село Войводиново
- Площад в центъра на село Войводиново
- Сградата на основно училище „Св. св Кирил и Методий“ в село Войводиново
- Детска градина в село Войводиново
- Мемориалнa плочa в село Войводиново
- Градинката пред кметството на село Войводиново
- Детска площадка в село Войводиново